# Peltarion
Peltarion is een geslacht van kreeftachtigen uit de klasse van de Malacostraca (hogere kreeftachtigen).

## Soort
- Peltarion spinulosum (White, 1843)